# Tour de France (пісня)

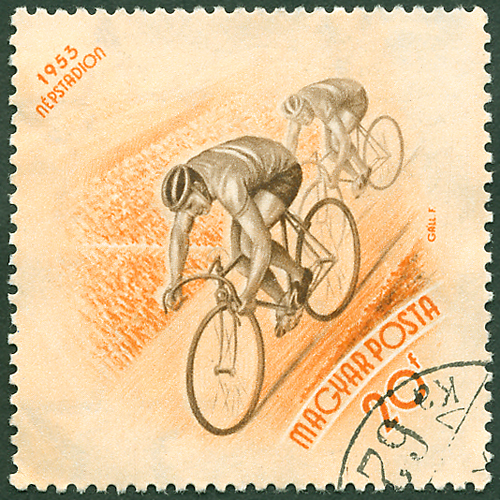
Угорська поштова марка 1953 р., з якої було запозичено мотив для дизайну обкладинки синглу

«Tour de France» — пісня західнонімецької групи Kraftwerk, присвячена велоперегонам Тур де Франс, в ній можна почути звуки, що асоціюються з їздою на велосипеді. Вперше видана синглом у 1983 році, досягла 22 місця в британських чартах синглів. Авторами музики вказані Ральф Хюттер, Флоріан Шнайдер і Карл Бартос, авторами тексту — Ральф Хюттер і Максім Шміт. Були випущені два варіанти пісні: з текстом французькою та німецькою мовою.  Пісня примітна використанням семплів голосів та механічних звуків, що асоціюються з велозмаганнями. У головному мотиві композиції присутнє відсилання до твору Пауля Гіндеміта «Соната для флейти та фортепіано» 1936 року.
Ідея пісні отримала подальший розвиток на пізнішому альбомі Kraftwerk «Tour de France Soundtracks», що вийшов 2003 року (через 20 років після виходу синглу). На цьому альбомі представлені як нова версія пісні, так і цикл з п'яти композицій на тему Тур де Франс.